# Miroslav Fryčer
Miroslav Fryčer (27. září 1959 Opava – 27. dubna 2021) byl československý hokejový útočník a český trenér. Zemřel po krátké nemoci ve věku 61 let.

## Hráčská kariéra
S hokejem začínal ve Vítkovicích, kde v sezoně 1980/81 pomohl vybojovat titul v československé lize. Po 4 sezonách ve Vítkovicích odešel do zámoří hrát NHL do týmu Quebec Nordiques, kde odehrál 49 zápasů, poté byl vyměněn se 7. volbou draftu do týmu Toronto Maple Leafs za Jeffa Triana a Wilfa Paiementa. V Torontu odehrál 7 sezon (1981–1988) a v sezoně 1985/86 se stal nejlepším hráčem týmu se 75 body. Před novou sezonou 1988/89 byl vyměněn do Detroitu Red Wings za Darrena Veitche, ale v Detroitu odehrál pouze 23 zápasů a poté byl vyměněn s Rickem Judsonem do týmu Edmonton Oilers, kde dohrál sezonu. Před novou sezonou 1989/90 odešel z NHL a podepsal smlouvu s německým týmem Wölfe Freiburg a v sezoně 1990/91 se stal nejlepším hráčem týmu se 41 body. Před poslední sezonou 1991/92 přestoupil do Italské ligy do týmu HC Bruneck. Po ukončení hráčské kariéry se věnoval trenérství.

## Trenérská kariéra
- (1994/96) HC Havířov Panthers
- (1994/95) HC Vítkovice Steel
- (1996/98) HC Bruneck
- (1998/01) HC Meran
- (2001/02) Sportverein Ritten-Renon
- (2006/08) HC Vítkovice Steel (od 5. listopadu 2006 do 21. prosince 2007)
- (2007/08) Hafro S.G. Cortina
- (2008/09) HC Havířov Panthers (od 25. srpna 2008) do (29. prosince 2008)
- (2010/13) HC Fassa
- (2013/13) HC Meran (do listopadu 2013)
- (2013/15) HK Sanok (od ledna 2014 do září 2015)
- (2015/16) HC MAG Morzine-Avoriaz Les Gets (od ledna 2015)
- (2017/18) Orli Znojmo (od února 2018)
- (2018/19) Orli Znojmo[2]
- (2019/20) Orli Znojmo
- (2020/21) Orli Znojmo

## Zajímavosti
- V roce 1981 emigroval s celou rodinou do Kanady.
- 14. října 2009 byl po transplantaci jater.[3]

## Ocenění a úspěchy
- 1985 NHL – All-Star Game (stal se prvním Čechem, který si zahrál a vstřelil gól v All-Star Game)

## Prvenství
- Debut v NHL – 12. října 1981 (Quebec Nordiques proti Minnesota North Stars)
- První gól v NHL – 17. října 1981 (Quebec Nordiques proti Toronto Maple Leafs, kanadskému brankáři Michel Larocque)
- První hattrick v NHL – 17. října 1981 (Quebec Nordiques proti Toronto Maple Leafs)
- První asistence v NHL – 21. listopadu 1981 (Quebec Nordiques proti Hartford Whalers)

## Rekordy

### Platné rekordy
- v 17 letech vstřelil svůj první hattrick v kariéře v domácí československé nejvyšší lize. Tento rekord je platný i pro českou extraligu.

### Překonané rekordy
- nejlepší československý střelec v lize NHL – tento rekord překonal v sezóně 1986/1987, který držel československý útočník Václav Nedomanský. Jeho rekord překonal Petr Klíma v sezóně 1989/1990.
- nejlepší československý nahrávač v lize NHL – tento rekord překonal v sezóně 1987/1988, který držel československý útočník Václav Nedomanský. Jeho rekord překonal Michal Pivoňka v sezóně 1991/1992.
- nejproduktivnější československý hráč v lize NHL – tento rekord překonal v sezóně 1987/1988, který držel československý útočník Václav Nedomanský. Jeho rekord překonal Petr Klíma v sezóně 1990/1991.
- nejtrestanější československý hráč v lize NHL – tento rekord překonal v sezóně 1982/1983, který držel československý útočník Václav Nedomanský. Jeho rekord překonal Petr Svoboda v sezóně 1988/1989.

Pozn.: překonané rekordy jsou platné s hráči Československa později čeští hráči, všechny tyto rekordy v NHL překonal slovenský útočník Peter Šťastný.

## Klubové statistiky
| Sezóna       | Klub                | Soutěž       |     | Základní část | Základní část | Základní část | Základní část | Základní část |   | Play off | Play off | Play off | Play off | Play off |
| Sezóna       | Klub                | Soutěž       | Z   | G             | A             | B             | TM            | Z             | G | A        | B        | TM       |          |          |
| 1977/1978    | TJ Vítkovice        | ČSHL         | 34  | 12            | 10            | 22            | 24            | —             | — | —        | —        | —        |          |          |
| 1978/1979    | TJ Vítkovice        | ČSHL         | 44  | 22            | 12            | 34            | —             | —             | — | —        | —        | —        |          |          |
| 1979/1980    | TJ Vítkovice        | ČSHL         | 44  | 31            | 15            | 46            | —             | —             | — | —        | —        | —        |          |          |
| 1980/1981    | TJ Vítkovice        | ČSHL         | 34  | 33            | 24            | 57            | —             | —             | — | —        | —        | —        |          |          |
| 1981/1982    | Quebec Nordiques    | NHL          | 49  | 20            | 17            | 37            | 47            | —             | — | —        | —        | —        |          |          |
| 1981/1982    | Fredericton Express | AHL          | 11  | 9             | 5             | 14            | 16            | —             | — | —        | —        | —        |          |          |
| 1981/1982    | Toronto Maple Leafs | NHL          | 10  | 4             | 6             | 10            | 31            | —             | — | —        | —        | —        |          |          |
| 1982/1983    | Toronto Maple Leafs | NHL          | 67  | 25            | 30            | 55            | 90            | 4             | 2 | 5        | 7        | 0        |          |          |
| 1983/1984    | Toronto Maple Leafs | NHL          | 47  | 10            | 16            | 26            | 55            | —             | — | —        | —        | —        |          |          |
| 1984/1985    | Toronto Maple Leafs | NHL          | 65  | 25            | 30            | 55            | 55            | —             | — | —        | —        | —        |          |          |
| 1985/1986    | Toronto Maple Leafs | NHL          | 73  | 32            | 43            | 75            | 74            | 10            | 1 | 3        | 4        | 10       |          |          |
| 1986/1987    | Toronto Maple Leafs | NHL          | 29  | 7             | 8             | 15            | 28            | —             | — | —        | —        | —        |          |          |
| 1987/1988    | Toronto Maple Leafs | NHL          | 38  | 12            | 20            | 32            | 41            | 3             | 0 | 0        | 0        | 6        |          |          |
| 1988/1989    | Detroit Red Wings   | NHL          | 23  | 7             | 8             | 15            | 47            | —             | — | —        | —        | —        |          |          |
| 1988/1989    | Edmonton Oilers     | NHL          | 14  | 5             | 5             | 10            | 18            | —             | — | —        | —        | —        |          |          |
| 1989/1990    | Wölfe Freiburg      | Bundesliga   | 36  | 16            | 14            | 30            | 18            | 11            | 4 | 13       | 17       | 18       |          |          |
| 1990/1991    | Wölfe Freiburg      | Bundesliga   | 33  | 18            | 23            | 41            | 48            | 10            | 7 | 11       | 18       | 11       |          |          |
| 1991/1992    | HC Bruneck          | Italie       | 17  | 19            | 15            | 34            | 16            | 6             | 0 | 2        | 2        | 12       |          |          |
| Celkem v NHL | Celkem v NHL        | Celkem v NHL | 415 | 147           | 183           | 330           | 486           | 52            | 5 | 9        | 14       | 115      |          |          |

## Reprezentace
| Rok                       | Tým                       | Soutěž                    | Z  | G | A | B  | TM |
| ------------------------- | ------------------------- | ------------------------- | -- | - | - | -- | -- |
| 1977                      | Československo 18         | ME-18                     | 6  | 2 | 5 | 7  | 12 |
| 1978                      | Československo 20         | MS-20                     | 6  | 2 | 1 | 3  | 8  |
| 1979                      | Československo 20         | MS-20                     | 6  | 1 | 0 | 1  | 8  |
| 1979                      | Československo            | MS                        | 1  | 0 | 0 | 0  | 2  |
| 1980                      | Československo            | OH                        | 6  | 1 | 2 | 3  | 7  |
| 1981                      | Československo            | MS                        | 8  | 1 | 2 | 3  | 0  |
| Juniorská kariéra celkově | Juniorská kariéra celkově | Juniorská kariéra celkově | 18 | 5 | 6 | 11 | 28 |
| Seniorská kariéra celkově | Seniorská kariéra celkově | Seniorská kariéra celkově | 15 | 2 | 4 | 6  | 9  |